# Windmill Lane Studios
Windmill Lane Studios sono degli studi di registrazione situati a Dublino, fondati nel 1978 da Brian Masterson.

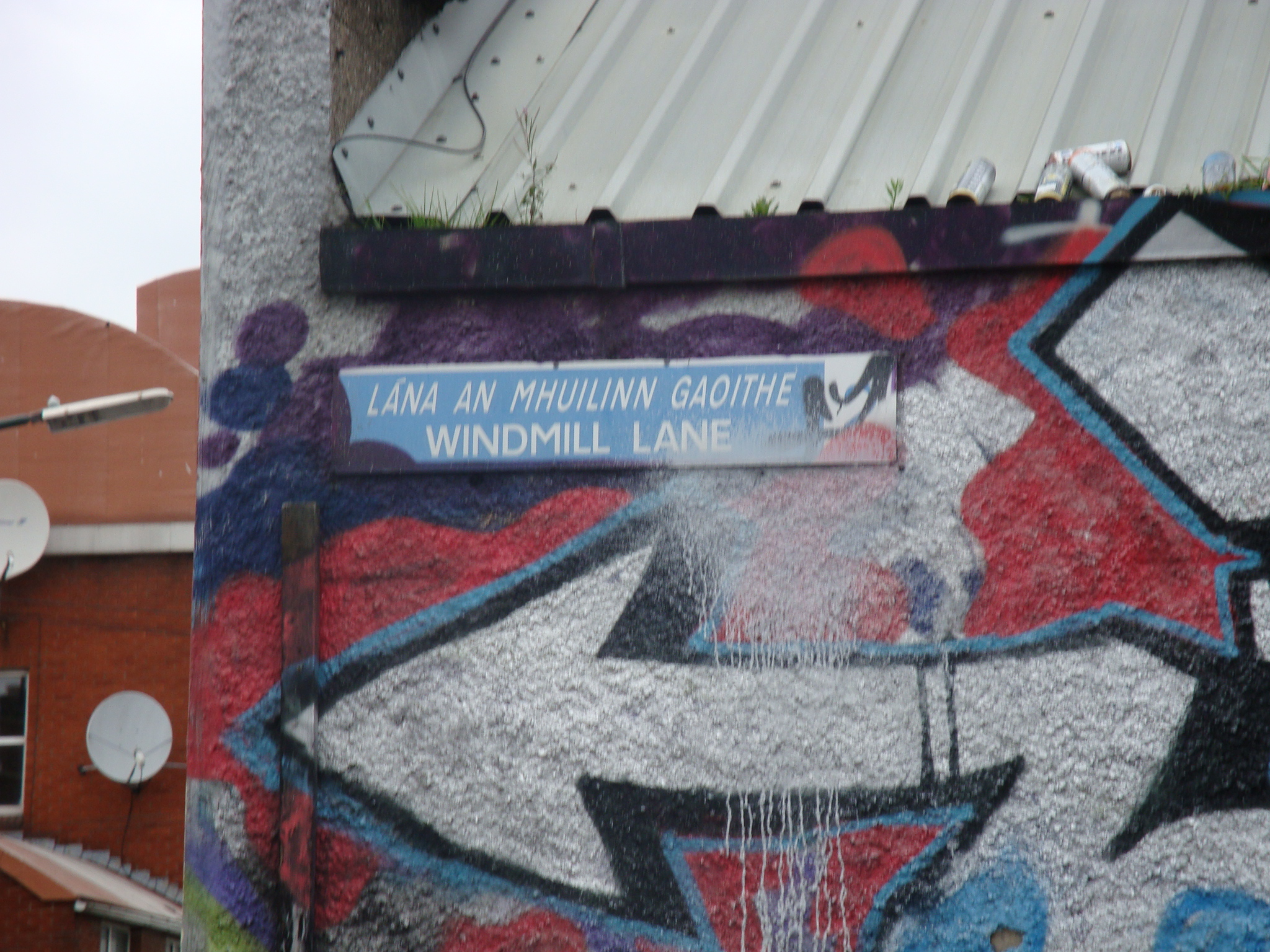
Murales

Artisti come U2, Van Morrison, Sinéad O'Connor, Clannad, Elvis Costello e Eleanor McEvoy hanno registrato alcuni dei loro album qui.
 In particolare gli U2 hanno inciso i loro primi 3 album ai Windmill Lane.
Negli anni ottanta gli studios sono stati ampliati sotto la supervisione di Andy Munro, della Munro Acoustics. La maggior parte dei lavori sono stati eseguiti specificatamente per The Joshua Tree, l'album forse più rappresentativo degli U2.

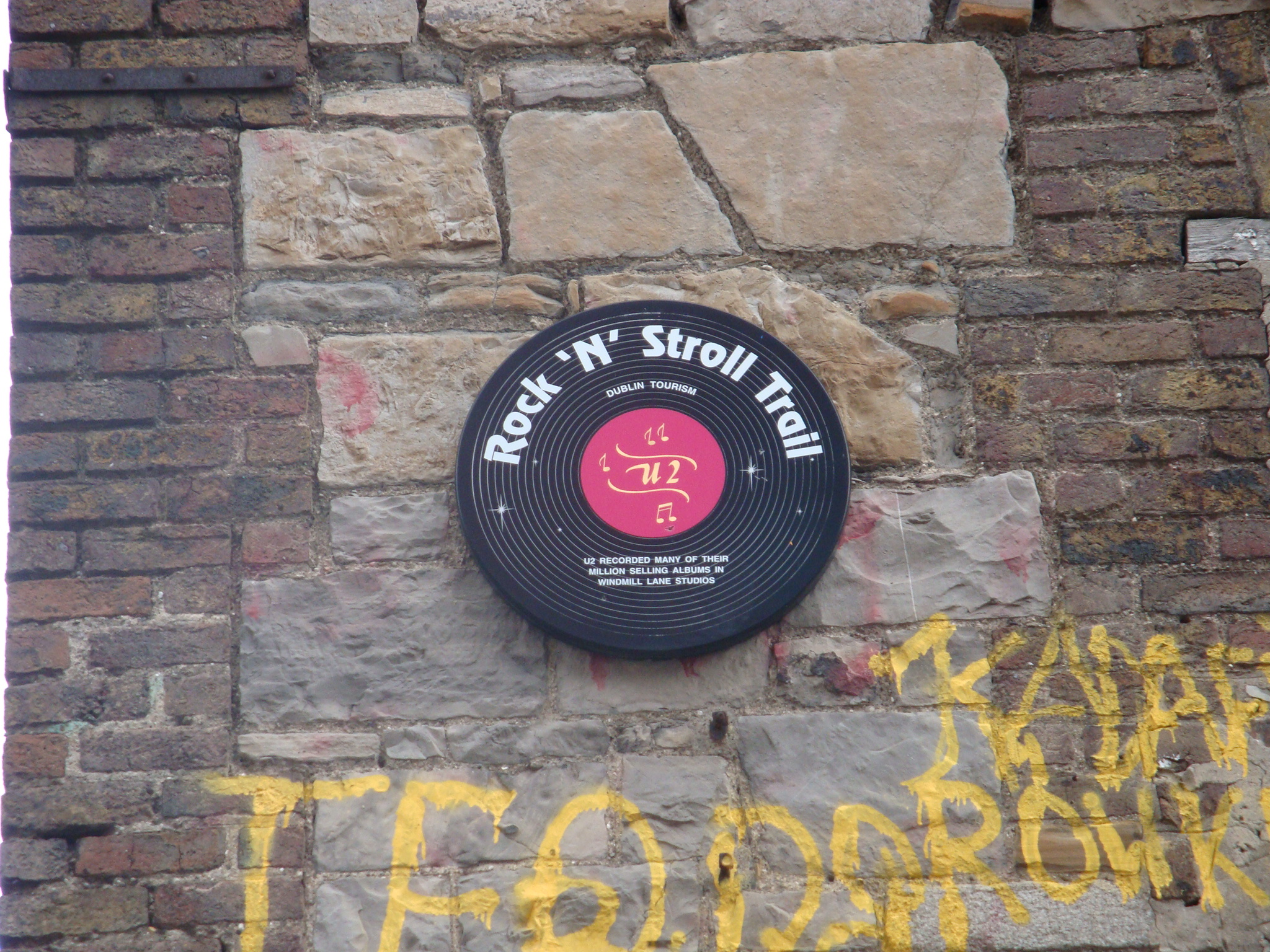
Targa

Il luogo dove si trovano i vecchi Windmill Lane Studios è ricoperto da graffiti eseguiti da fan provenienti da tutto il mondo.
Dal 1989 gli studios non si trovano più a Windmill Lane, ma si sono trasferiti in un'altra zona della capitale irlandese, precisamente in Ringsend Road, mantenendo però il nome originale.